# مارفینو (آستراخان)
مارفینو (به لاتین: Marfino) یک منطقهٔ مسکونی در روسیه است که در استان آستراخان واقع شده‌است.